# Наукова бібліотека ОНУ імені І. І. Мечникова
Науко́ва бібліоте́ка Оде́ського національного університе́ту і́мені Іллі́ Ме́чникова — одна з найстаріших бібліотек України. Заснована 1817 року як бібліотека Рішельєвського ліцею. 1865 року увійшла до складу Новоросійського університету.

## Фонди
Книжкові фонди бібліотеки сягають 4,5 млн одиниць зберігання, тоді як 1915 року їх було 314 133 одиниць, а в 1959 — 1,5 млн.
У відділі рідкісних книг та рукописів зберігаються раритетні й особливо цінні твори друку, відібрані з основного фонду збереження. Разом з іменними колекціями бібліотеки фонд відділу нараховує понад 100 тис. видань.
Інкунабули представлені творами з питань права, історії і математики, які видані у Нюрнберзі, Падуї та Венеції. Серед них «Всесвітня хроніка» («Chronicon mundi») Гартмана Шеделя (1493).
Колекція видань XVI ст., нараховує близько 500 томів латиною, французькою, німецькою, італійською, чеською, польською, грецькою, англійською, іспанською, каталонською, данською та церковно-слов'янською мовами, у тому числі — близько 100 палеотипів (видань першої половини XVI століття) з історії, географії, мовознавства, математики, природничих і політичних наук, тощо.
Колекція видань XVII–XVIII ст. включає твори відомих європейських філософів, теологів, юристів, письменників, мандрівників того часу. У фондах бібліотеки представлені прижиттєві видання політичних та історичних трактатів Гуго Гроція, Томаса Гоббса і Джона Мільтона, праці знаменитого італійського анатома, ботаніка і фізика Марчелло Мальпігі, англійського фізіолога Вільяма Гарвея, французького мислителя Жака Боссюе та ін. До складу колекції входять зразки діяльності дому Ельзевірів (Голландія), який займав провідні позиції у книжковому видавництві XVII ст.
Наукова бібліотека має чимале зібрання описів подорожей, виданих у XVII–XVIII ст. Це описи географічних експедицій у всі частини світу, а також мандрівок по Україні та Росії.
Вітчизняне книгодрукування XVII ст. представлено численними виданнями друкарні Києво-Печерської Лаври: «Літургіаріон си есть Служебник… Петра Могили» (1639); «Ключ разумения священникам законным (монахам) и светским» Іоаннікія Галятовського (1659); «Постановление о вольностях войска Запорожского» (1659); «Синопсис, или краткое собрание от разных летописцев о началах славенороссийского народа…» Іннокентія Гізеля (1678).
Колекція книг XIX–XX ст. — це переважно бібліофільські видання, які є пам'ятками культури і чудовими зразками друкарського мистецтва, у тому числі малотиражні і мініатюрні видання. Окрасою колекції є розкішне видання твору видатного візантинознавця Н. П. Кондакова «История и памятники византийской эмали» (Петербург, 1892).
Серед рідкісних українських книжок привертає увагу альманах «Русалка Дністровая» (Будим, 1837) — перша книга народною мовою на західноукраїнських землях, численні прижиттєві і рідкісні видання класиків української літератури — І. Котляревського, Т. Шевченка, І. Франка, Лесі Українки.
Зберігається колекція російських нелегальних і заборонених книжок XIX ст. (170 одиниць).
У бібліотеці старанно зібрані місцеві видання, що висвітлюють політичне, наукове, культурне і господарське життя Одеси з часу її виникнення і донині.
Фонд стародруків, рідкісних видань і рукописів Наукової бібліотеки Одеського національного університету імені І. І. Мечникова є об'єктом національного надбання (НН) (Постанова Кабінету Міністрів України від 22 вересня 2004 р. за N 124).
У фондах зберігаються також бібліотеки родини Воронцових (понад 60 000 одиниць), О. Г. Строганова (близько 40 000 одиниць) та ін.
Бібліотека проводить значну наукову роботу, веде широкий міжбібліотечний і міжнародний книгообмін.